# GSC2413-820
GSC2413-820 — хімічно пекулярна зоря спектрального класу A3, що має видиму зоряну величину в смузі V приблизно  0,0.